# Остров Неупокоева
О́стров Неупоко́ева — остров в Карском море, к северу от Гыданского полуострова. Расстояние до материка 50 км. Длина острова 20 км, максимальная ширина — 6,5 км. Относится к территории Ямало-Ненецкого автономного округа.

## Топоним
Назван именем Константина Неупокоева Гидрографическим управлением в 1930-е годы. Неупокоев установил его островное положение в 1921 году.

## География
Западная и восточная части острова — низкая плоская равнина, покрытая большим количеством озёр, в центральных районах острова — невысокие холмы, сложенные четвертичными отложениями. Остров окаймляют песчаные косы, местами с выброшенным на берег плавником. К западу отделившаяся бывшая коса представляет собой остров Коса Неупокоева.
Севернее расположен остров Вилькицкого с островом Коса Восточная, между ними — бухта Шведе.
Тундровая и луговая растительность.